# Alessandro Speranza
Alessandro Speranza (Nola, 1728 - Nàpols, 17 de novembre de 1797) fou un compositor italià.
Estudià en Conservatori de Sant Onofre de Nàpols; després s'ordenà sacerdot i més tard fou mestre de capella de diverses esglésies de la capital de la Campània. També es dedicà a l'ensenyança i formà deixebles com Nicola Zingarelli i Rito Selvaggi.
Entre les seves millors composicions hi figuren un Miserere a 4 veus amb baix continu, la Passió segons Sant Mateu, a 4 veus i baix continu; la Passió segons sant Joan, a 4 veus i baix continu, i a més deixà, algunes obres didàctiques.